# Palojoensuu
Palojoensuu (en sami septentrional: Bálojohnjálbmi) es una localidad finlandesa situada en el municipio de Enontekiö, a orillas del río Muonio, con una población de cerca de un centenar de habitantes. 

## Carreteras
Si conducimos hacia el norte, iremos hacia Muonio en dirección a Kilpisjärvi, por la carretera nacional 21, hasta llegar a la aldea de Karesuvanto. Cuando se conduce hacia el sur, el pueblo más cercano es Äijäjoki y, a continuación, Sonkamuotka. A lo largo de la carretera nacional 93 se pasa por el centro del municipio de Enontekiö, en dirección hacia Hetta, localidad que se encuentra a 26 kilómetros de distancia.